# Emil Johansson (Skilangläufer)
Emil Johansson (* 18. Januar 1991) ist ein schwedischer Skilangläufer.

## Werdegang
Johansson, der für den IK Jarl Rättvik startet, nimmt seit 2007 an Wettbewerben der FIS teil. Dabei tritt er vorwiegend bei FIS-Rennen an und holte dabei bisher drei Siege. Im Februar 2009 nahm er in Ulricehamn erstmals am Skilanglauf-Scandinavian-Cup teil und belegte dabei den 77. Platz im Sprint. Im November 2013 siegte er im Sprint bei der US Super Tour in West Yellowstone. Sein erstes Weltcuprennen lief er im Februar 2016 in Stockholm, welches er auf dem 50. Platz im Sprint beendete. Im selben Monat holte er in Lahti mit dem 29. Platz im Sprint seine ersten Weltcuppunkte. Zu Beginn der Saison 2017/18 kam er bei seinem insgesamt vierten Weltcupstart mit dem 29. Platz im Sprint in Davos erneut in die Punkteränge.

## Siege bei Continental-Cup-Rennen
| Nr. | Datum             | Ort              | Disziplin       | Serie         |
| --- | ----------------- | ---------------- | --------------- | ------------- |
| 1.  | 29. November 2013 | West Yellowstone | Sprint Freistil | US Super Tour |